# Сонатно-симфонический цикл
Сонатно-симфонический цикл — циклическая музыкальная форма произведения, принадлежащего к одному из жанров (симфония, концерт, соната, трио, квартет, квинтет и т. д.), в которых принято хотя бы одну из частей (чаще всего — первую) излагать в сонатной форме.От сюитного цикла (сюиты) отличается бо́льшей значительностью содержания и единой линией развития, а также бо́льшей упорядоченностью строения цикла (прежде всего — в количестве частей и их последовательности).
Сонатно-симфонический цикл является наиболее крупной циклической формой среди чисто инструментальных форм. При этом он обладает большой гибкостью: в форме сонатно-симфонического цикла могут быть написаны как большие (в том числе — огромные по масштабу и времени звучания), так и небольшие, как в жанре симфонии, так и камерно-музыкальные произведения.

## Характеристики форм

### Количество частей
В музыке венских классиков (Гайдна, Моцарта, Бетховена) закрепились и стали «нормативными»:

#### Трёхчастный цикл
- в сонате,
- в концерте для солиста (солистов) с оркестром,
- в камерной музыке с участием фортепиано

в классических симфониях трёхчастный цикл встречается реже и он характерен, в основном, для более ранней итальянской школы — см. некоторые симфонии Гайдна и Моцарта ранних периодов творчества

#### Четырёхчастный цикл
- в симфонии (со времён К.Ф.Э. Баха и Гайдна),
- в камерной музыке без участия фортепиано (прежде всего — в квартетах, квинтетах и т. п.).

В некоторых сонатах Гайдна, Моцарта четырёхчастный цикл может состоять и из двух частей.[уточнить] (Например сонаты для скрипки и фортепиано Моцарта K 301—305.)
У Бетховена структура начинает «размываться»[уточнить]. Например, четырёхчастное строение ряда его сонат (фортепианных, скрипичных, виолончельных) или фортепианных трио становится нормой наряду с трёхчастностью. То же самое — у Шуберта. А у романтиков, писавших камерную и фортепианную музыку (Мендельсон, Шуман, Шопен, Брамс, Дворжак и др.), четырёхчастность сонатного цикла становится, скорее, нормой, чем исключением: таким образом, по количеству частей камерная музыка становится у них «на один ряд» с симфонией.
Особый случай — произведения, относящиеся к жанру серенады или дивертисмента (для оркестрового или для камерного состава) — исходно «развлекательному» и происходящему из старинной сюиты. Они сохраняют общий костяк сонатно-симфонического цикла и тоже включают в себя, как минимум, одну часть в сонатной форме (чаще всего — первую), но количество частей в них может быть гораздо больше (и 5, и даже 9!), в основном — за счёт дополнительных частей танцевального характера (например, в серенадах и дивертисментах Гайдна, Моцарта, Брамса). Это же относится и к произведениям камерной музыки, сохраняющим внешние признаки этого жанра, — как, например:
- Моцарт — Струнное трио (Дивертисмент) KV 563 (6 частей),
- Бетховен — Струнное трио ор. 3 (6 частей), Септет ор. 20 (6 частей),
- Шуберт — Фортепианный квинтет DV 667 («Форель») (5 частей), Октет DV 803 (6 частей),
- Берг — Лирическая сюита для струнного квартета (6 частей).

Уже Бетховен не раз отклонялся от классического стандарта в своих произведениях — особенно в поздних. Среди его музыки встречаются и двухчастные циклы (Фортепианные сонаты № 19, 20, 22, 24, 27, 32), и многочастные. В последних фортепианных сонатах и струнных квартетах Бетховена речь идёт о строго индивидуальных драматургических решениях. Его многочастные поздние квартеты лишь отдалённо — «рудиментарно» — напоминают собой старинные «дивертисментные» формы:
- Струнный квартет № 13 (6 частей),
- Струнный квартет № 14 (7 частей, следующих друг за другом без перерыва),
- Струнный квартет № 15 (5 частей).

(Такие решения цикла в поздних квартетах Бетховена оказали впоследствии влияние и на струнные квартеты композиторов XX века — прежде всего, Берга и Шостаковича.)
В произведениях композиторов более поздней эпохи усиливается тенденция к индивидуальным драматургическим решениям цикла — поэтому выбор количества частей также представляет собой сознательное отклонение от былого стандарта. Это могут быть:
- две части:
  - Скрябин — Соната для фортепиано № 2 (Соната-фантазия),
  - Малер — Симфония № 8,
  - Прокофьев — Симфония № 2;
  - Антон Веберн — Симфония op. 21,
  - Берг — Струнный квартет op. 3;
- три части:
  - Берлиоз — Траурно-триумфальная симфония,
  - Франк — Симфония d-moll,
  - Сибелиус — Симфонии № 3, № 5,
  - Рахманинов — Симфония № 3,
  - Прокофьев — Симфония № 6,
  - Шостакович — Симфонии № 4, № 6;
- пять частей:
  - Бетховен — Симфония № 6 «Пасторальная»,
  - Берлиоз — Фантастическая симфония,
  - Чайковский — Симфония № 3,
  - Малер — Симфонии № 2, № 5, № 7,
  - Шостакович — Симфонии № 8, № 9, № 13,
  - Барток — Концерт для оркестра;
- шесть частей:
  - Малер — Симфония № 3,
  - Скрябин — Симфония № 1;
- семь частей:
  - Берлиоз — Симфония «Ромео и Джульетта»,
- бывают совершенно уникальные случаи:
  - Мессиан — Симфония «Турангалила» (в 10 частях),
  - Шостакович — Симфония № 14 (в 11 частях; по сути, это произведение — кантата для солистов и камерного оркестра и в нём ни разу не встречается сонатная форма).

Иногда композиторы указывают на объединение нескольких частей большого произведения в более крупные разделы (своего рода «части более высокого порядка»):
- Берлиоз — Симфония «Ромео и Джульетта» (7 частей, объединённых автором в 3 больших раздела),
- Малер — Симфония № 5 (5 частей, объединённых автором в 3 больших раздела).

В ряде случаев наличие подобных «больших разделов» не объявляется композитором, но подразумевается в силу очевидного естественного членения многочастного произведения на несколько более крупных «блоков» («фаз развития»):
- Бетховен — Симфония № 6 «Пасторальная» (5 частей: 1 подвижная + 1 медленная + 3 последующие, идущие друг за другом без перерыва),
- Симфония № 8 (5 частей: 1 большая + 1 менее крупная посредине + 3 последующие, идущие без перерыва),
- Чайковский — Симфония № 4 (4 части: 1 большая + 3 менее крупных),
- Малер — Симфония № 3 (6 частей: 1 большая + 5 менее крупных).

Композиторы издавна также пользовались приёмом перехода от одной части к другой без перерыва (attacca) — при этом «прилегающая» часть может быть «разомкнутой», как бы «не доведённой до конца» (приём, известный ещё из концертов и увертюр времён барокко).
В XVIII веке им нередко пользуется Карл Филипп Эммануил Бах в своих инструментальных произведениях (переход от медленной второй части к быстрому финалу).
Вслед за К.Ф.Э. Бахом к этому приёму неоднократно прибегает Гайдн.
У Бетховена подобная «двух-с-половиной-частность» (благодаря которой весь цикл разделяется на две более крупные фазы — см. выше) становится излюбленной формой в целом ряде произведений:
- Концерты для фортепиано с оркестром № 4, № 5,
- Концерт для скрипки с оркестром,
- Сонаты для фортепиано № 21 («Вальдштейновская», она же «Аврора»), № 23 («Аппассионата») и др.

Есть у Бетховена и другие способы стирания границ между частями. (Например — между двумя средними частями 4-частного цикла: Соната для скрипки и фортепиано № 10).
Особый новаторский приём Бетховена — стирание границ между частями в симфониях:
- в Симфонии № 5 (4-частной) третья часть переходит в четвёртую без перерыва,
- в Симфонии № 6 (5-частной) без перерыва сменяют друг друга три последние части.

Впоследствии этим приёмом композиторы начинают пользоваться всё более и более индивидуально, и потому у них становятся возможными самые разные драматургические комбинации.
Ещё один интересный пример:
- Чайковский — Фортепианное трио «Памяти великого художника».

Здесь — тоже своего рода «двух-с-половиной-частность», только иная, чем у Бетховена: вторая часть по протяжённости приблизительно равна первой части в сонатной форме и написана в форме вариаций, из которых в конце как бы «вытекает» последняя быстрая вариация-финал и следующее за ней медленное заключение-кода, возвращающая музыку и настроение первой части.)
У композиторов-романтиков формируется также тенденция к следованию всех частей цикла друг за другом без перерыва, иногда с перемежающими их небольшими интермедиями-связками (например, у Мендельсона в «Шотландской» симфонии или в Концерте для скрипки с оркестром).
Отчасти и под влиянием «свободной» формы фантазии (известной ещё со времён раннего барокко) формируется также особый тип сонатно-циклической формы, где все части или разделы переплетены между собой самыми разными, порой весьма причудливыми способами в единое целое. Примеры:
- Бетховен — Опус 27: Сонаты для фортепиано № 13 и № 14 («Лунная») (обе — Сонаты-фантазии),
- Шуман — Фантазия для фортепиано.

Формируется особый тип одночастного произведения, воспроизводящего внутри себя общие очертания и элементы сонатного цикла, слитые в единую форму. Чаще всего это — фантазии (сонаты-фантазии) или одночастные концерты («концертино», «концертштюки»):
- Карл Мария фон Вебер — Концертштюки (для фортепиано с оркестром, для кларнета с оркестром),
- Шуберт — Концертштюк для скрипки с оркестром, Фантазия для фортепиано DV 760 («Скиталец»), Фантазия для скрипки и фортепиано DV 934,
- Лист — Концерт для фортепиано с оркестром № 1 и № 2,
- Прокофьев — Концерт для фортепиано с оркестром № 1.

У Листа (в том числе под влиянием Фортепианной фантазии Шуберта) формируется особый тип одночастной крупной формы — «сонатно-поэмная», к которой относятся многие его известные произведения: Соната для фортепиано h-moll, Соната-фантазия «После чтения Данте», многие его симфонические поэмы (жанр, созданный Листом) — «Прелюды», «Тассо» и др. Идею симфонической поэмы переняли у Листа также Рихард Штраус (симфонические поэмы — в том числе «Дон Жуан», «Альпийская симфония»), Скрябин (Поэма экстаза, Поэма огня «Прометей») и многие другие композиторы позднеромантической эпохи.
В конце концов, на рубеже XIX и XX веков утверждается тип одночастной сонаты или симфонии:
- Берг — Соната для фортепиано,
- Скрябин — Сонаты для фортепиано № 4-10 (Соната № 4 формально разделена на две части, следующие друг за другом без перерыва, но фактически это — разделы одной единой части),
- Прокофьев — Сонаты для фортепиано № 1, № 3,
- Шостакович — Соната для фортепиано № 1, Симфонии № 2, № 3,
- Сибелиус — Симфония № 7,
- Мясковский — Симфония № 27,
- Валентин Сильвестров — Симфонии № 1-7 (в свободной форме),

но такая форма уже не является сонатно-симфоническим циклом.

### Темповое соотношение части
Темповое (и жанровое) соотношение частей достаточно свободно, но всегда подчиняется определённой логике чередования медленных и подвижных частей (без такой логики нарушится единство цикла).
Наиболее разнообразен в жанровом отношении четырёхчастный цикл. В нормативном четырёхчастном цикле присутствуют следующие жанровые аспекты:
1. Напряжённо-действенный (1-я часть в сонатной форме)
2. Лирический (вторая, медленная часть)
3. Танцевальный (менуэт или скерцо)
4. Обобщенно-жанровый (подвижный финал[1]).

В трёхчастном цикле при сохранении функций крайних частей средняя обычно медленная, реже — менуэт или скерцо.
В двухчастном цикле соотношение частей может быть любым.

### Тональное соотношение частей
Тональное соотношение частей подчинено идее тонального единства цикла. Крайние части всегда написаны в главной тональности, либо последняя — в одноименной главной (особенно, если первая часть написана в минорной тональности). Исключения единичны, тональная разомкнутость цикла приближает его к сюите.
При этом между крайними частями, по крайней мере, одна часть написана в иной тональности. Это делается и для усиления контраста, и ради более явного утверждения главной тональности в последней части. Нормой является новая тональность в медленной части (часто — тональность субдоминанты, хотя соотношение может быть любым), скерцо, если оно есть, в большинстве случаев возвращает в основную тональность.

### Форма частей
Форма частей цикла может быть весьма разнообразной, но, так как форма той или иной части сильно связана с жанром этой части (а жанровые функции частей имеют свои нормативные соотношения, см. выше), существуют некоторые устоявшиеся формы.
Наиболее стабильны формы первой части (сонатная форма) и скерцо или менуэта (сложная трёхчастная). Гораздо менее стабильна форма финала (наиболее употребимые формы: большое рондо и его разновидности, рондо-соната, вариации), наибольшую свободу допускает медленная часть (здесь наиболее типично малое рондо, но нередки другие формы рондо, сложная трёхчастная форма, вариации, сонатная форма).
Однако существует множество нетипичных случаев. Например, первая часть может быть написана в форме вариаций (Бетховен. Соната для фортепиано № 12), скерцо — в форме рондо (Глазунов. Симфония № 5), финал в форме фуги (Бетховен. Соната для фортепиано № 29). В крайне редких случаях сонатно-симфонический цикл может вообще не содержать сонатной формы (Моцарт ― Соната A-dur).

## Единство цикла
При таких разных и контрастных частях единству цикла способствуют тональные, жанровые соотношения, соподчиненность частей, формальная дифференциация.
Также ради укрепления единства цикла нередко встречается перенесение темы (тем) первой части в финал (например, фортепианный концерт Скрябина), даже звучание тем всех частей в финале (Симфонии № 9 Бетховена), либо применение сквозного мотива, проводимого во всех частях цикла (Берлиоз ― Фантастическая симфония, «Гарольд в Италии», Чайковский ― «Манфред», Пятая симфония).